# DAP3
DAP3 (англ. Death associated protein 3) – білок, який кодується однойменним геном, розташованим у людей на короткому плечі 1-ї хромосоми.  Довжина поліпептидного ланцюга білка становить 398 амінокислот, а молекулярна маса — 45 566.
| 10         |  | 20         |  | 30         |  | 40         |  | 50         |
| ---------- |  | ---------- |  | ---------- |  | ---------- |  | ---------- |
| MMLKGITRLI |  | SRIHKLDPGR |  | FLHMGTQARQ |  | SIAAHLDNQV |  | PVESPRAISR |
| TNENDPAKHG |  | DQHEGQHYNI |  | SPQDLETVFP |  | HGLPPRFVMQ |  | VKTFSEACLM |
| VRKPALELLH |  | YLKNTSFAYP |  | AIRYLLYGEK |  | GTGKTLSLCH |  | VIHFCAKQDW |
| LILHIPDAHL |  | WVKNCRDLLQ |  | SSYNKQRFDQ |  | PLEASTWLKN |  | FKTTNERFLN |
| QIKVQEKYVW |  | NKRESTEKGS |  | PLGEVVEQGI |  | TRVRNATDAV |  | GIVLKELKRQ |
| SSLGMFHLLV |  | AVDGINALWG |  | RTTLKREDKS |  | PIAPEELALV |  | HNLRKMMKND |
| WHGGAIVSAL |  | SQTGSLFKPR |  | KAYLPQELLG |  | KEGFDALDPF |  | IPILVSNYNP |
| KEFESCIQYY |  | LENNWLQHEK |  | APTEEGKKEL |  | LFLSNANPSL |  | LERHCAYL   |

A: Аланін

C: Цистеїн

D: Аспарагінова кислота

E: Глутамінова кислота

F: Фенілаланін

G: Гліцин

H: Гістидин

I: Ізолейцин

K: Лізин

L: Лейцин

M: Метіонін

N: Аспарагін

P: Пролін

Q: Глутамін

R: Аргінін

S: Серин

T: Треонін

V: Валін

W: Триптофан

Кодований геном білок за функціями належить до рибонуклеопротеїнів, рибосомних білків. 
Задіяний у таких біологічних процесах як апоптоз, поліморфізм, ацетиляція. 
Білок має сайт для зв'язування з нуклеотидами, ГТФ. 
Локалізований у мітохондрії.